# 1767년
1767년은 목요일로 시작하는 평년이다.

## 연호
- 청(淸) 건륭(乾隆) 32년
- 일본(日本) 메이와(明和) 4년
- 후 레 왕조(後黎朝) 까인흥(景興) 28년

## 기년
- 류큐(琉球) 쇼보쿠왕(尚穆王) 16년
- 청(淸) 고종 건륭제(高宗 乾隆帝) 32년
- 조선(朝鮮) 영조(英祖) 43년
- 후 레 왕조(後黎朝) 현종(顯宗) 28년

## 탄생
- 3월 15일 - 미국 7대 대통령 앤드루 잭슨
- 5월 2일 - 프랑스의 장군 장앙투안 베르디에
- 6월 22일 - 독일의 언어학자 빌헬름 폰 훔볼트
- 7월 11일 - 미국 6대 대통령 존 퀸시 애덤스
- 10월 25일 - 프랑스 작가 뱅자맹 콩스탕

## 사망
- 9월 4일 - 영국의 정치가 찰스 타운젠드